# می سکاف
می سکاف (زادهٔ ۱۳ آوریل ۱۹۶۹ – درگذشتهٔ ۲۳ ژوئیهٔ ۲۰۱۸) بازیگر سوریه‌ای و دانش‌آموختهٔ ادبیات فرانسه از دانشگاه دمشق بود. سکاف که از مخالفین بشار اسد بود پس از چند نوبت بازداشت در سال ۲۰۱۳ از طریق اردن به فرانسه مهاجرت کرد و در ۲۳ ژوئیهٔ ۲۰۱۸ بر اثر سکتهٔ قلبی درگذشت. از آثار او می‌توان به بازی در نقش هند بنت عتبه در مجموعهٔ تلویزیونی عمر اشاره کرد.